# Catisa
Catisa (Carretero y Timoner S.A.) fou una empresa menorquina que es dedicava a la producció de bijuteria, fornitures i objectes de regal.

## Història
L'empresa fou fundada per Rafel Timoner Sintes i Miquel Carretero Gomila l'agost de 1954 a Maó, Menorca, una de les zones de major producció de bijuteria d'Espanya. Ràpidament es va convertir en una de les empreses més importants de la indústria bijutera espanyola, i un referent per a la societat maonesa, arribant a ocupar a 154 treballadors.
Durant diverses dècades s'ha caracteritzat per ser una de les empreses més dinàmiques i avançades del sector, representant un sòlid pilar en la creació i implantació de les fires sectorials de la bijuteria a nivell estatal, mitjançant l'organització de SEBIME (Setmana de la Bijuteria Menorquina), de la qual Catisa fou fundadora.
Va introduir elements socials revolucionaris per a l'època: la creació d'una guarderia per als fills dels treballadors, un club social amb saló d'actes inclòs, habitatges socials i àrees esportives (camp de bàsquet i tennis); sense oblidar la creació de botigues pròpies per a la comercialització de part de la seva producció i l'obertura d'una fàbrica a Mèxic.
Catisa ha introduint al mercat maquinària especialitzada de fabricació pròpia, pensada per facilitar i perfeccionar el procés de producció de les delicades peces de la bijuteria.
El setembre de 2003 l'exdirector General d'Economia del Govern de les Illes Balears Antoni Monserrat Moll s'incorporà com a Director General de Catisa. S'inicià així una nova etapa de modernització de l'estructura productiva i organitzativa. Gestiona la compra de tots els actius de l'empresa Indagui (empresa de Bilbao especialitzada en la fabricació de fornitures), planifica el complex trasllat de tota la fàbrica a les actuals instal·lacions i aconsegueix renovar la confiança en el projecte empresarial.
Antoni Monserrat morí el 2006 sense poder veure acabat aquest projecte de renovació, que culminà amb l'esforç de tots els integrants de l'empresa. A finals de l'any 2006 acabà el trasllat a les noves instal·lacions al carrer S'Olivar 9-11, al Polígon de Maó. La nova nau tenia una superfície total de 2050 m².

## Concurs de creditors i tancament
Catisa es va veure obligada a presentar un concurs de creditors a finals de febrer de 2009, que va abocar a la liquidació de la firma el setembre de 2010.